# Еберхард Млади фон Геминген
Еберхард Млади фон Геминген (на немски: Eberhard der Jüngere von Gemmingen; † пр. 1426) е благородник от стария алемански рицарски род Геминген в Крайхгау в Баден-Вюртемберг от линията „Б (Хорнберг) на фрайхерен фон Геминген“.
Той е вторият син на Герхард Стари фон Геминген (1360 – 1402) и съпругата му Анна фон Либенщайн († 1409), дъщеря на Ханс фон Либенщайн и Анна фон Балдек, дъщеря на Маркварт III фон Балдег († сл. 1342). Брат му Герхард Млади фон Геминген († 1428) е женен за Юта/Юнта фон Зикинген († сл. 1430).
Еберхард Млади е споменаван повечето с брат му Герхард Млади († 1428). Братята наследяват от баща си собственост в Геминген, Щеббах, Итлинген и други места. Те купуват половиния дворец Нойдек и собственост в Ерленбах и в Обер- и Унтербойтинген.
Брат му Герхард умира 1428 г. и оставя само дъщери, собствеността му отива на наследниците на Еберхард.

## Фамилия
Еберхард Млади фон Геминген се жени за Анна фон Берлихинген. Бракът е бездетен
Еберхард Млади фон Геминген се жени втори път за Елз фон Цвингенберг († 1455), дъщеря на Ханс фон Цвингенберг и Елза Рюдт фон Бьодигхайм. Те имат две деца:
- Енлин
- Еберхард Таубе († 25 май 1479), женен ок. 1421 г. за Барбара фон Найперг († 24 декември 1486, Геминген)